# Breidbart-Index
Der nach seinem Erfinder, Seth Breidbart, benannte Breidbart-Index ist der bedeutendste Cancel-Index im Usenet.
Mit einem Cancel-Index wird die Verbreitungsintensität wesensgleicher Artikel bestimmt. Überschreitet der Index einen Grenzwert, so bezeichnet man die betreffenden Artikel als Spam. Sie dürfen dann durch Fremdcancel entfernt werden.

## Cancel-Index
- Crossposting ist das Versenden eines Artikels in mehrere Gruppen.
- Multiposting ist das mehrfache Versenden desselben Inhalts.

Die grundlegende Idee des Breidbart-Index besteht darin, diese Methoden unterschiedlich zu bewerten. Zum einen müssen bei Crossposts weniger Daten übertragen und gespeichert werden. Zum anderen sind exzessive Crossposts (ECP) ein plausibler Anfängerfehler, während exzessive Multiposts (EMP) auf vorsätzlichen Einsatz spezieller Software schließen lässt.
Entscheidend ist die Erfassung verschiedener Artikel als wesensgleich (im englischen Original: substantively identical).
Dies umfasst unter anderem:
- Byte für Byte identische Nachrichten;
- an sich identische Nachrichten, die sich nur in geringen Anpassungen an die Gruppe unterscheiden;
- Nachrichten, die dasselbe Produkt, Dienstleistung oder Website bewerben;
- Nachrichten, die aus der gleichen Signatur (und sonst nichts) bestehen;
- Nachrichten, die sich nur durch den zitierten Text unterscheiden.

## Breidbart-Index (BI)
Der BI einer Menge von Artikeln ist die Summe der Quadratwurzeln von n, wobei n die Anzahl der Newsgroups ist, in die jeder einzelne Artikel gepostet wurde. Bewertet wird dabei eine Serie von m wesensgleichen Artikeln innerhalb eines Zeitraums von 45 Tagen. Das heißt, Postings älter als 45 Tage zählen nicht zur Serie.
Formel
{\displaystyle {\mbox{BI}}=\sum _{k=1}^{m}{\sqrt {n_{k}}}}
Beispiel
Zwei Postings enthalten denselben Text. Einmal als Crosspost in 9 Gruppen, einmal als Crosspost in 16.
{\displaystyle {\sqrt {9}}+{\sqrt {16}}=3+4=7}

## Version 2 des Breidbart-Index (BI2)
Der BI2 ist definiert als Summe der Quadratwurzeln von n, plus der Summe von n, geteilt durch zwei.
Der BI2 ist aggressiver als der BI. Ein Crosspost in 35 Gruppen reicht, damit eine einzelne Nachricht den Grenzwert von 20 übertritt.
Formel
{\displaystyle {\mbox{BI2}}=\sum _{k=1}^{m}{\frac {n_{k}+{\sqrt {n_{k}}}}{2}}}
Beispiel
Zwei Postings enthalten denselben Text. Einmal als Crosspost in 9 Gruppen, einmal als Crosspost in 16.
{\displaystyle {\frac {{\sqrt {9}}+{\sqrt {16}}+9+16}{2}}={\frac {3+4+9+16}{2}}={\frac {32}{2}}=16}

## Skirvin-Breidbart-Index (SBI, BI3)
Die Bezeichnungen Skirvin-Breidbart-Index und SBI finden sich im
Spam Thresholds FAQ. In der Hierarchie nl.*
wird dieser Index aber BI3 genannt.
Der SBI wird wie der BI2 berechnet, summiert aber die Anzahl der Gruppen
in Followup-to: (wenn vorhanden) statt der Anzahl der Gruppen
in Newsgroups:. Dadurch wird das Setzen eines Followup-to: belohnt.
Beispiel
Zwei Postings enthalten denselben Text.
Einmal als Crosspost in 9 Gruppen, einmal als Crosspost in 16 mit vier Gruppen im Followup-to:
{\displaystyle {\frac {{\sqrt {9}}+{\sqrt {16}}+9+4}{2}}={\frac {3+4+9+4}{2}}={\frac {20}{2}}=10}

## BI7 und BI30
In der Usenet-Hierarchie de.* gilt der Breidbart-Index mit einem
Zeitfenster von 7 Tagen statt 45. Dafür hat sich die Abkürzung BI7
eingebürgert.
In der Hierarchie hamster.de.* gilt der Breidbart-Index mit einem
Zeitfenster von 30 Tagen statt 45. Dafür hat sich die Abkürzung BI30
eingebürgert.

## Cancel-Index in at.*
Ist im FAQ
der Gruppe at.usenet.cancel-reports definiert.
Im Wahlaufruf (CfV)
und im FAQ wird nur die Bezeichnung Cancel-Index verwendet.
Inoffizielle Abkürzungen sind CI und ACI.
Der ACI eines einzelnen Postings berechnet sich als 3 plus Anzahl der Gruppen, an die dieses Posting geschickt wurde. Der Index
mehrerer Postings ist die Summe der Indizes der einzelnen Postings.

## Grenzwerte
- Laut RFC 1036[8] darf ein Artikel nur vom Autor oder dem Administrator des Servers, auf dem der Artikel ins Usenet eingespeist wurde, gecancelt werden.
- Laut dem Spam Thresholds FAQ[2] gilt im gesamten Usenet ein Breidbart-Index von 20, d. h. Artikelserien, die über diesem Wert liegen, dürfen von jedermann per Fremdcancel entfernt werden.
- In einigen Hierarchien wurden alternative (strengere) Grenzwerte durch eine Abstimmung festgelegt.
- In der Hierarchie free.* sind alle Arten von Cancel verboten.[9]

Tatsächlich ist eine Cancel-Message nur eine durch Software automatisch
auswertbare Bitte, einen bestimmten Artikel zu löschen. Betreiber von
Newsservern dürfen frei entscheiden, wie sie die widersprüchlichen
Richtlinien umsetzen.
| Hierarchie       | Cancel-Index | Zeitfenster | Grenzwert | Berichte                       | Festlegung          |
| ---------------- | ------------ | ----------- | --------- | ------------------------------ | ------------------- |
| *                | BI           | 45          | 20        | news.admin.net-abuse.bulletins | [ 2 ]               |
| at.*             | ACI          | 45          | 11        | at.usenet.cancel-reports       | [ 7 ] [ 11 ]        |
| at.anzeigen.*    | ACI          | 14          | 4         | at.usenet.cancel-reports       | [ 12 ] [ 13 ]       |
| bln.*            | BI           | 45          | 3         |                                | [ 14 ]              |
| de.*             | BI           | 7           | 5         | de.admin.net-abuse.announce    | [ 4 ] [ 15 ]        |
| de.alt.dateien.* | BI           | 45          | 1         | de.admin.net-abuse.announce    | [ 4 ] [ 14 ]        |
| de.markt.*       | BI           | 45          | 2         | de.admin.net-abuse.announce    | [ 16 ] [ 4 ] [ 14 ] |
| es.*             | BI           | 45          | 20        |                                | [ 17 ]              |
| fr.*             | BI           | 30          | 10        | fr.usenet.abus.rapports        | [ 18 ]              |
| hamster.de.*     | BI           | 30          | 3         | hamster.cancelreport           | [ 5 ]               |
| it.*             | BI           | 45          | 20        | it.news.net-abuse              | [ 19 ] [ 20 ]       |
| muc.*            | BI           | 45          | 2         |                                | [ 14 ]              |
| nl.*             | SBI          |             | 10        | nl.internet.misbruik.rapport   | [ 3 ]               |
| nrw.*            | BI           | 7           | 2         |                                | [ 21 ]              |
| schule.*         | BI           | 14          | 3         | schule.cancelreport            | [ 22 ]              |